# Larry Charles

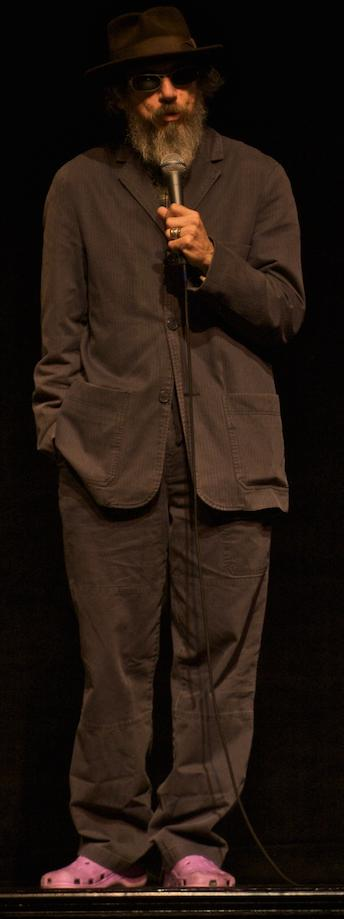
Larry Charles (2008)

Larry Charles (* 20. Februar 1956 in Brooklyn, New York City) ist ein amerikanischer Drehbuchautor und Regisseur.
Charles begann in den 1970er Jahren als Stand-Up-Komiker in New York und ging später als Drehbuchautor für Comedy-Programme zum Fernsehen. Er schrieb Drehbücher für Serien wie Fridays, The Arsenio Hall Show, Seinfeld (18 Folgen), Verrückt nach dir (Mad About You, 18 Folgen), The Tick, Dilbert und Entourage. In der Serie Lass es, Larry! (Curb Your Enthusiasm) führte er mehrfach Regie.
Sein erster Kinofilm als Regisseur war 2003 Masked and Anonymous, für den er zusammen mit Bob Dylan auch das Drehbuch schrieb. 2006 führte er Regie in Borat, im Jahr 2008 in Religulous, mit dem US-amerikanischen Late-Night-Talker Bill Maher als Protagonisten. 2009 folgte mit Brüno seine zweite Zusammenarbeit mit Sacha Baron Cohen. 2012 kam es mit Der Diktator zu einer erneuten Kooperation.

## Filmografie (Auswahl)
Als Regisseur
- 2000–2011: Lass es, Larry! (Curb Your Enthusiasm)
- 2003: Masked and Anonymous
- 2006: Borat – Kulturelle Lernung von Amerika, um Benefiz für glorreiche Nation von Kasachstan zu machen (Borat: Cultural Learnings of America for Make Benefit Glorious Nation of Kazakhstan)
- 2008: Religulous
- 2009: Brüno
- 2012: Der Diktator (The Dictator)
- 2016: Army of One
- 2023: Dicks: The Musical

Als Drehbuchautor
- 1980–1982: Fridays
- 1989–1990: The Arsenio Hall Show
- 1991–1994: Seinfeld
- 1996–1997: Verrückt nach dir (Mad about you)
- 1999–2000: Dilbert
- 2003: Masked and Anonymous
- 2004–2005: Entourage